# Kolce grzyba

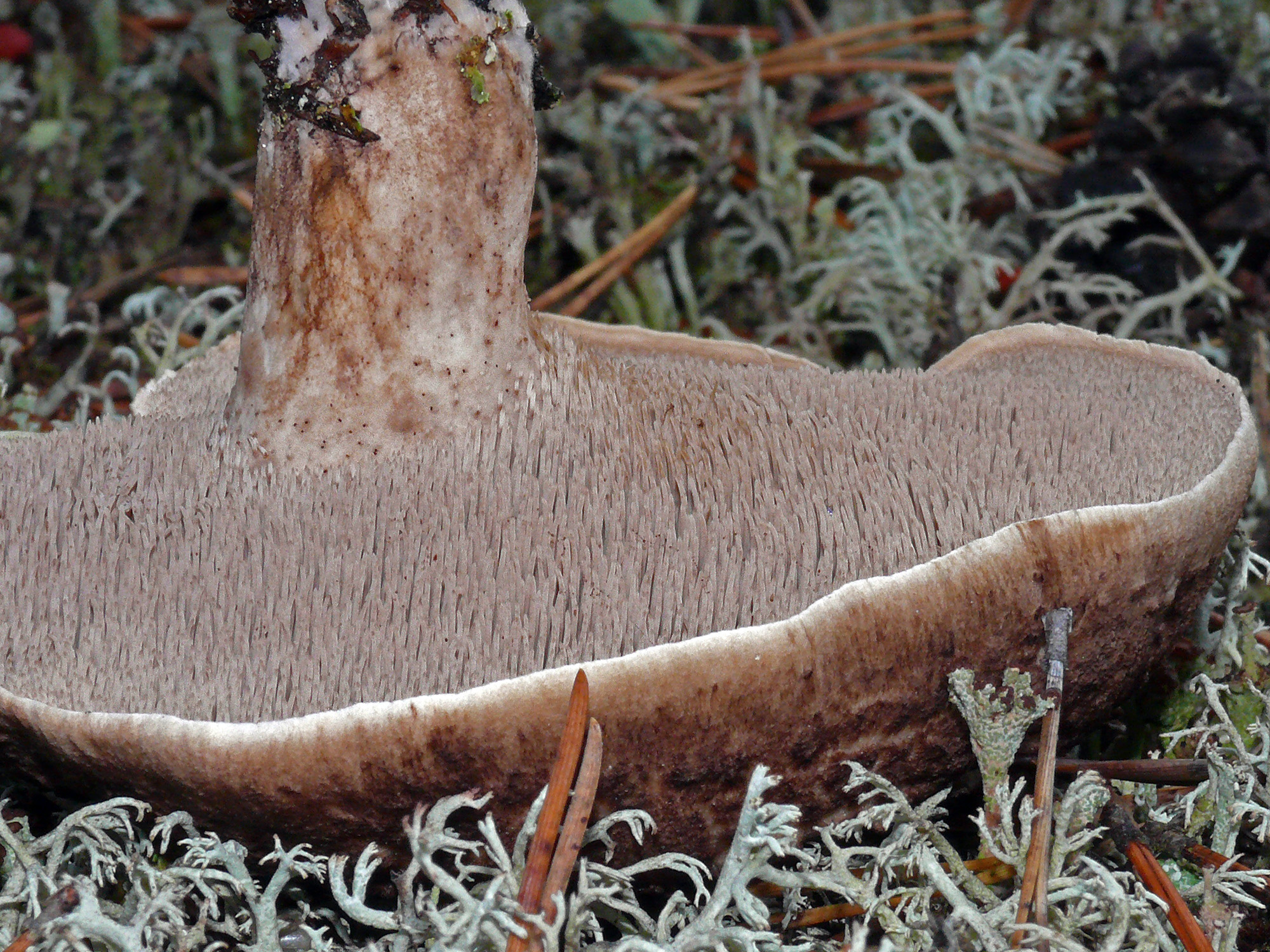
Kolce sarniaka świerkowego

Kolce – element hymenoforu kolczastego występującego na owocnikach niektórych gatunków grzybów, dawniej zaliczanych do rzędu bezblaszkowców (Aphylloporales). Występują w trzech postaciach:
- skierowane ku dołowi wyrostki lub igiełki na spodzie kapelusza osadzonego centralnie, jak u sarniaka świerkowego (Sarcodon imbricatus) lub bocznie, jak u szyszkogłówki kolczastej (Auriscalpium vulgare);
- skierowane ku dołowi długie i cienkie sznury, jak u soplówki gałęzistej (Hericium clathroides), lub krótkie kolce skierowane w różne strony na gałązkowatych owocnikach;
- kolce o różnej długości (0,1–2 cm), pokrywające całą powierzchnię rozpostartych, przylegających do podłoża (resupinatowych) owocników[1].

Kolce mogą być pojedyncze lub podzielone. Ważną cechą diagnostyczną jest ich barwa, wielkość, liczba na 1 mm, przekrój poprzeczny i wierzchołek, który może być spiczasty, płaski lub zaokrąglony.